# Otto Hofmann
Otto Hofmann (ur. 16 marca 1896 w Innsbrucku, zm. 31 grudnia 1982 w Bad Mergentheim) – SS-Obergruppenführer Wyższy Dowódca SS i Policji, kierownik Urzędu ds. Genealogii w Głównym Urzędzie Rasy i Osadnictwa SS, odpowiedzialny za niemieckie osiedla w okupowanej Polsce. 

## Życiorys
Od sierpnia 1914 był artylerzystą w Królewskiej Armii Bawarskiej. 30 czerwca 1917 został ranny w Rumunii i wzięty do niewoli. Po wyleczeniu ran, uciekł z powrotem do Armii Bawarskiej. Odbył szkolenie pilota i do 1919 był obserwatorem lotniczym. W latach 1920–1925 pracował w hurtowni win, potem został samodzielnym agentem w tej branży. 
Do NSDAP wstąpił w kwietniu 1923. 17 grudnia 1931 wstąpił do SS, gdzie służył w jednostkach zmotoryzowanych. Od marca 1934 był dowódcą 21. pułku SS Allgemeine SS w Magdeburgu, a od maja 1935 był zwierzchnikiem XV Okręgu SS w Hamburgu. 
1 stycznia 1937 został przeniesiony do służby w Urzędzie ds. Genealogii w Głównym Urzędzie Rasy i Osadnictwa SS (SS-RuSHA). Najpierw stanął na czele Biura Czystości Rasowej, potem Biura Genealogii, a od 9 lipca 1940 był szefem całego urzędu. 20 stycznia 1942, uczestniczył w konferencji w Wannsee. Otto Hofmann odpowiedzialny był przede wszystkim za niemieckie osiedla w okupowanej Polsce, germanizację (Eindeutschung) polskich dzieci i "opiekę nad rodowodem" (SS-Sippenpflege). Podczas podberlińskiej konferencji, żądał przede wszystkim sterylizacji "Niemców z określoną domieszką krwi żydowskiej" (Mischling).
W kwietniu 1943, objął komendę nad jeńcami wojennymi w okręgu obronnym V (południowy wschód) i pełnił tę funkcję do końca wojny. W procesie przeciwko RuSHA, w marcu 1948, został skazany na 25 lat więzienia za zbrodnie przeciwko ludzkości i zbrodnie wojenne. W 1954 po ułaskawieniu zwolniony z zakładu karnego w Landsbergu. Po uwolnieniu pracował w handlu w Wirtembergii.